# Morris Oxford MO
Morris Oxford MO — легковий автомобіль, що виготовлявся компанією Morris Motors у Великій Британії впродовж 1948—1954 рр. Представник модельного ряду Morris Oxford, що виготовлявся у 1913—1971 рр.

## Седан
Oxford MO, що з'явився після Другої світової війни, був покликаний змінити моделі Ten M, Twelve та Fourteen (цифрові позначення моделей — 10, 12 та 14 вказували на податкову потужність. Сама ж модель Oxford MO мала 13,5 к.с. податкової потужності). Вперше його представили 26 жовтня 1948 р. разом з Morris Minor, Morris Six MS. Виробництво тривало до 1954 р. Конструктивно Oxford MO був майже аналогічний Wolseley 4/50, що мав традиційну решітку та краще оздоблення. Обидва автомобілі входили до організації Нафілд (англ. «Nuffield Organization»).
Як і Minor модель Oxford була створена Алеком Ісігонісом. Хоч автомобіль і не мав окремої рами, його кузов не вважався повністю тримальним («несучим»). Передня торсійна підвіска була новинкою. Гальма містили барабанні механізми діаметром 200 мм (8 дюймів) та гідравлічний привід. Чотирициліндровий двигун, однак, мав архаїчний нижньоклапанний газорозподільчий механізм («side valve»). Агрегат з робочим об'ємом 1,5 л (1476 см3) комплектувався одним карбюратором SU, розвивав максимальну потужність 40,5 к.с. (30,2 кВт) при 4200 об/хв. Максимальна швидкість становила 72 милі/год (116 км/год). З метою зменшення шумності ГРМ, косозубу шестерню на колінчастому валі виконували зі сталі, а на розподільчому валі з текстоліту. Дивно, проте вважалося, що сталева шестерня зношуватиметься раніше. Тож підібрані на заводі пари зубчастих коліс були у продажі. Чотириступенева коробка передач мала важіль перемикання на кермовій колонці. Кермовий механізм був типу шестерня—рейка.
Інтер'єр був сучасними на той час, містив поличку під дошкою приладів, квартирки у вікнах передніх дверей. У вартість також входила фіранка на задньому вікні. Серед приладів був покажчик тиску оливи, амперметр, електричний годинник. Також був доступним, однак за окрему плату, обігрівач. 

## Універсал Traveller
Дводверний універсал був представлений у вересні 1952 р. Продавався під назвою Oxford Traveller (англ. «Мандрівник») й мав видиму дерев'яну раму задньої частини кузова.
Будучи всього на 3½ дюйми довшим за седан універсал мав сидіння-дивани як спереду так і ззаду. Причому передній диван мав роздільну спинку, для доступу назад. Шестеро людей могли розміститись з достатнім комфортом, попри звужену через колісні арки задню подушку сидіння. Крім того автомобіль мав місткий багажник. Складені задні сидіння формували простір площею 5 футів (1,5 м) та висотою 3 фути (0,9 м). Передня частина універсалу не відрізнялась від седана. Однак задня містила зсувні задні вікна, причому частини цих вікон відсовувались на різну величину. Так наприклад передня частина відсовувалась більш ніж на 2 фути, а задня тільки на незначну відстань для вентиляції. Нечітка робота підкермового перемикача передач відповідала попереднику.
Журнал The Motor протестував модель Traveller у 1952 р., однак її максимальна швидкість становила тільки 64 милі/год (103 км/год), розгін 0—50 миль/год (80 км/год) відбувався за 26,2 с. Витрата палива становила 26,4 милі на імперський галон (10,7 л/100 км, 22,0 mpg‑US). Тестовий автомобіль коштував 825£ разом з податками. Передатне число головної передачі збільшили з 4,55 до 4,875 у 1949 р.

## Morris Six
Варіант з шестициліндровим двигуном називався Morris Six MS. У 1955 р. його змінив Morris Isis.

## Hindustan Fourteen
Індійська компанія Hindustan Motors виготовляла Oxford MO під назвою Hindustan Fourteen.

## Галерея

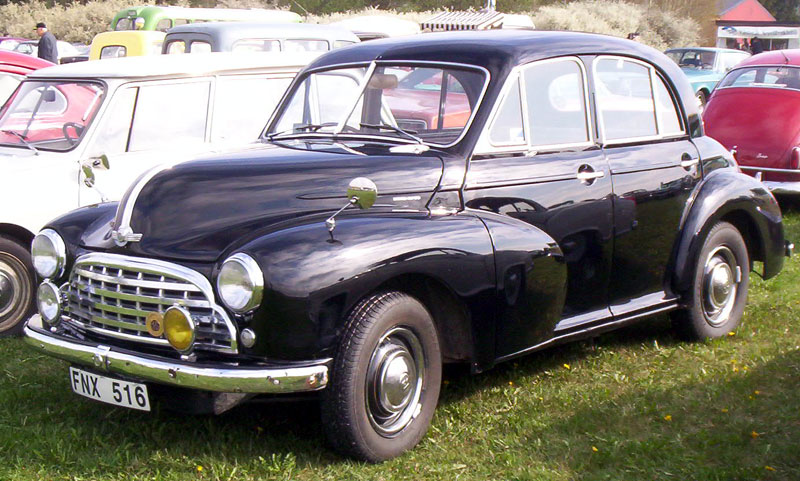
Седан 1950 р.
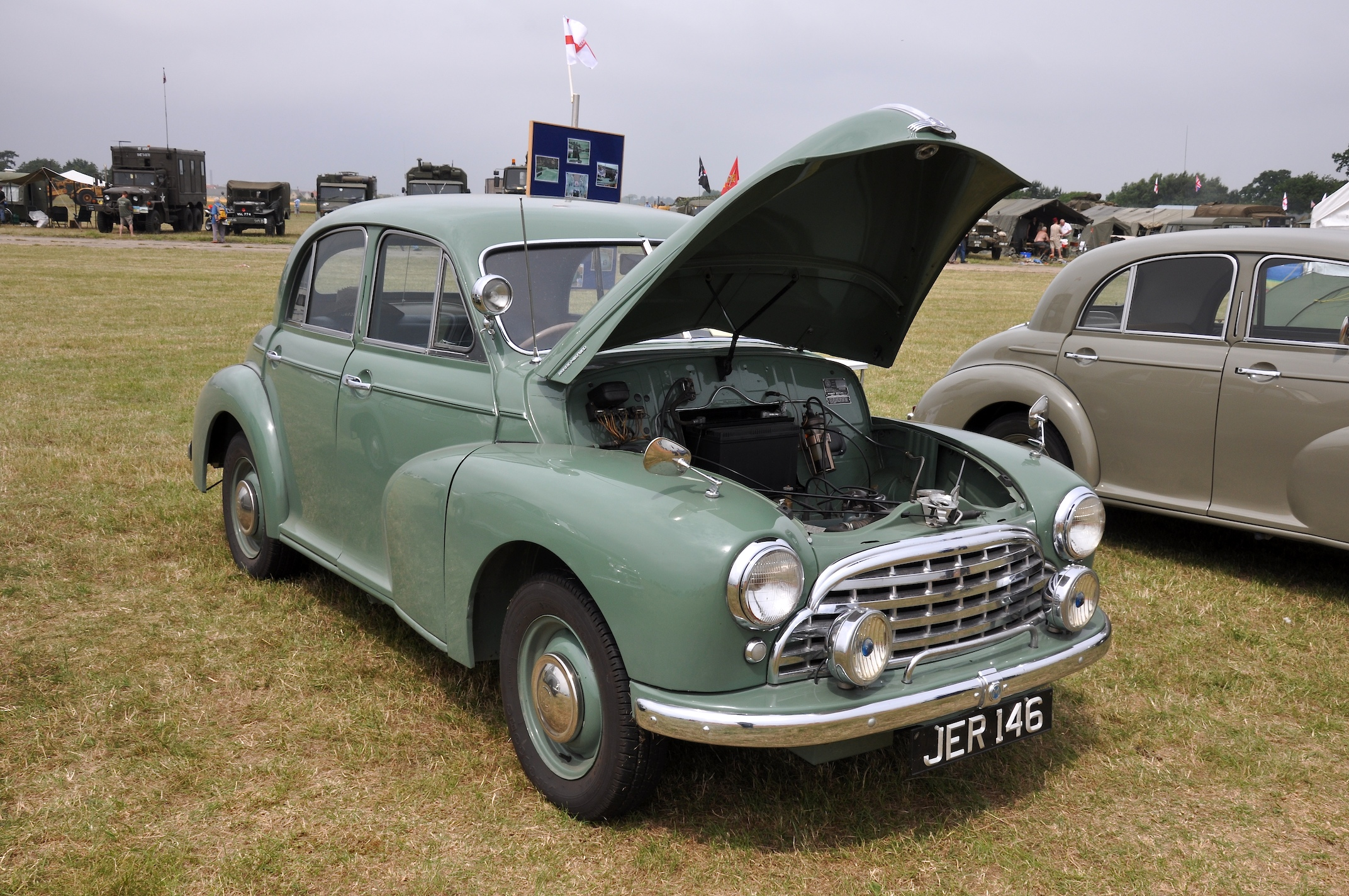
Характерна решітка та «алігаторний» капот
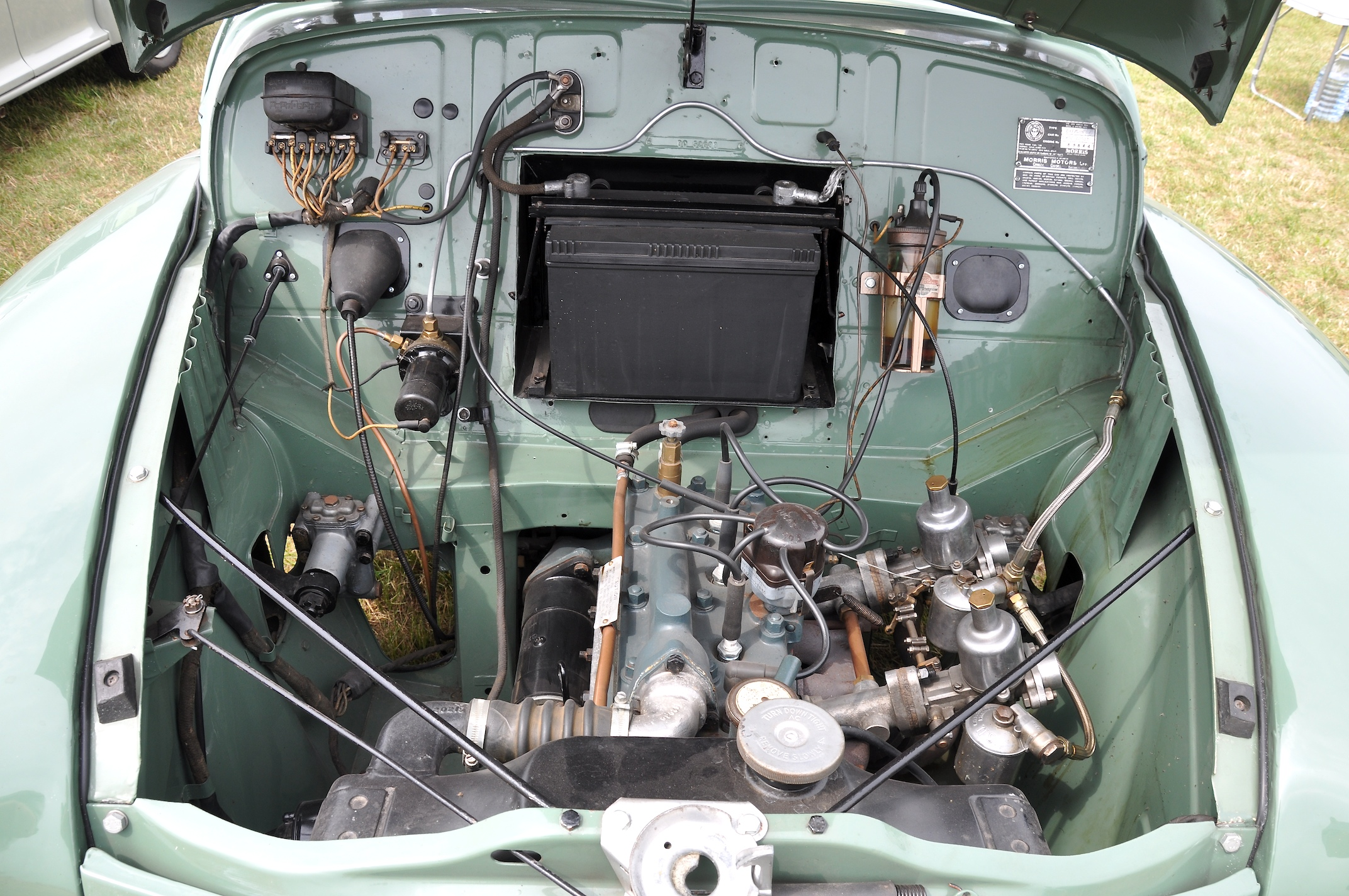
Двигун з нижнім розташуванням клапанів (side valve). Модифікований під встановлення двох карбюраторів
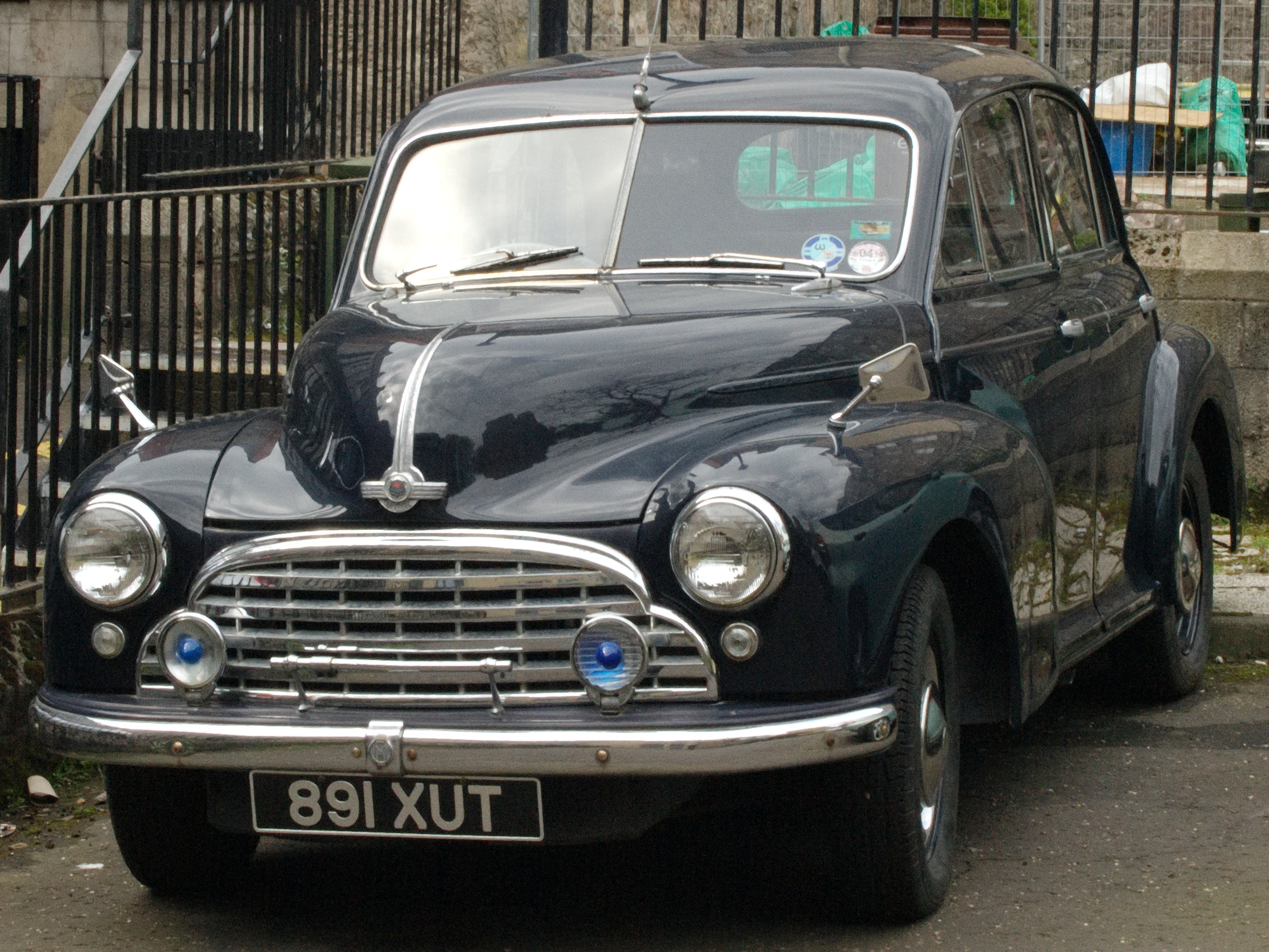
Модель 1952 р.
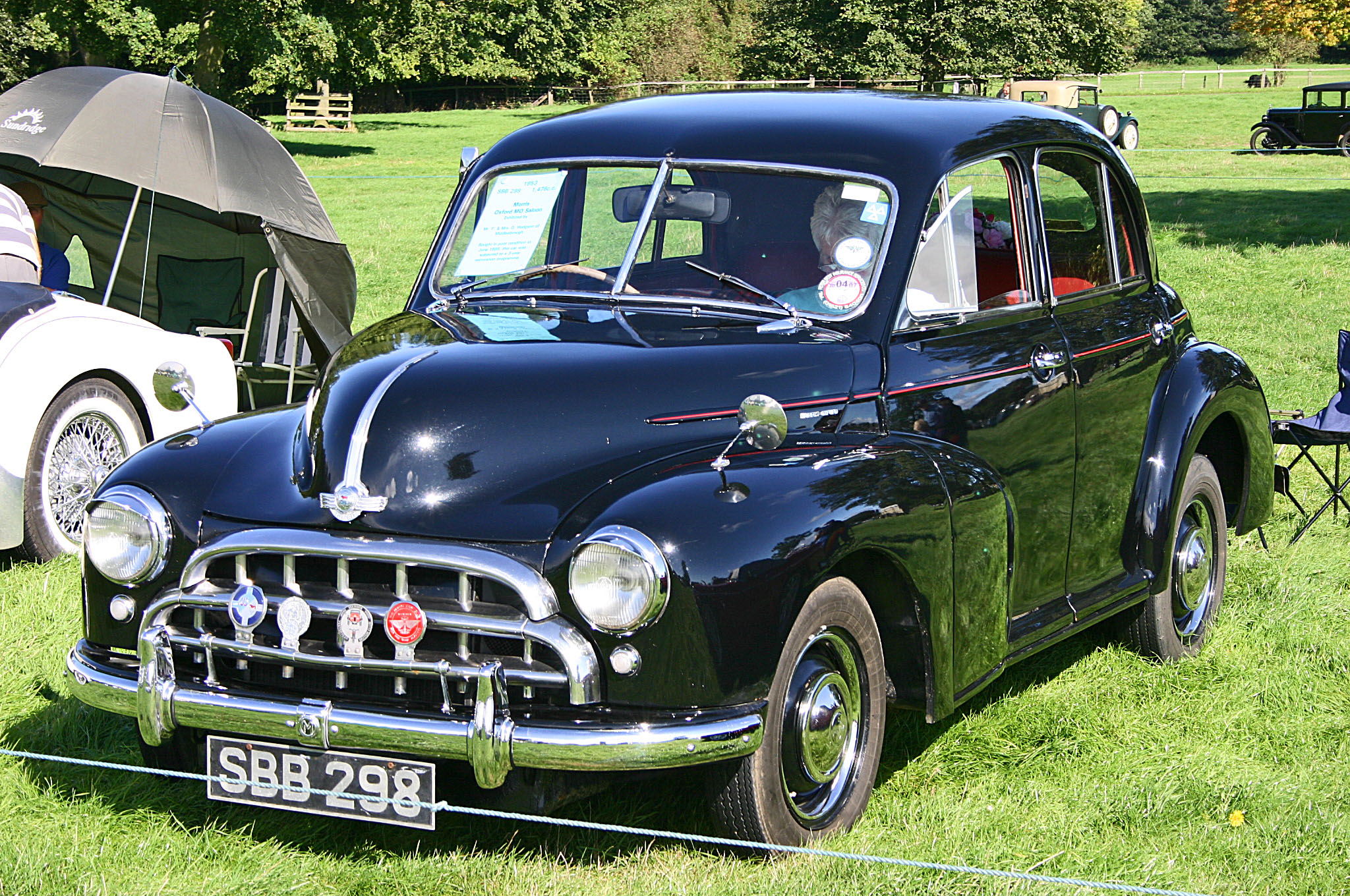
Модель 1953 р. (видно змінену решітку)
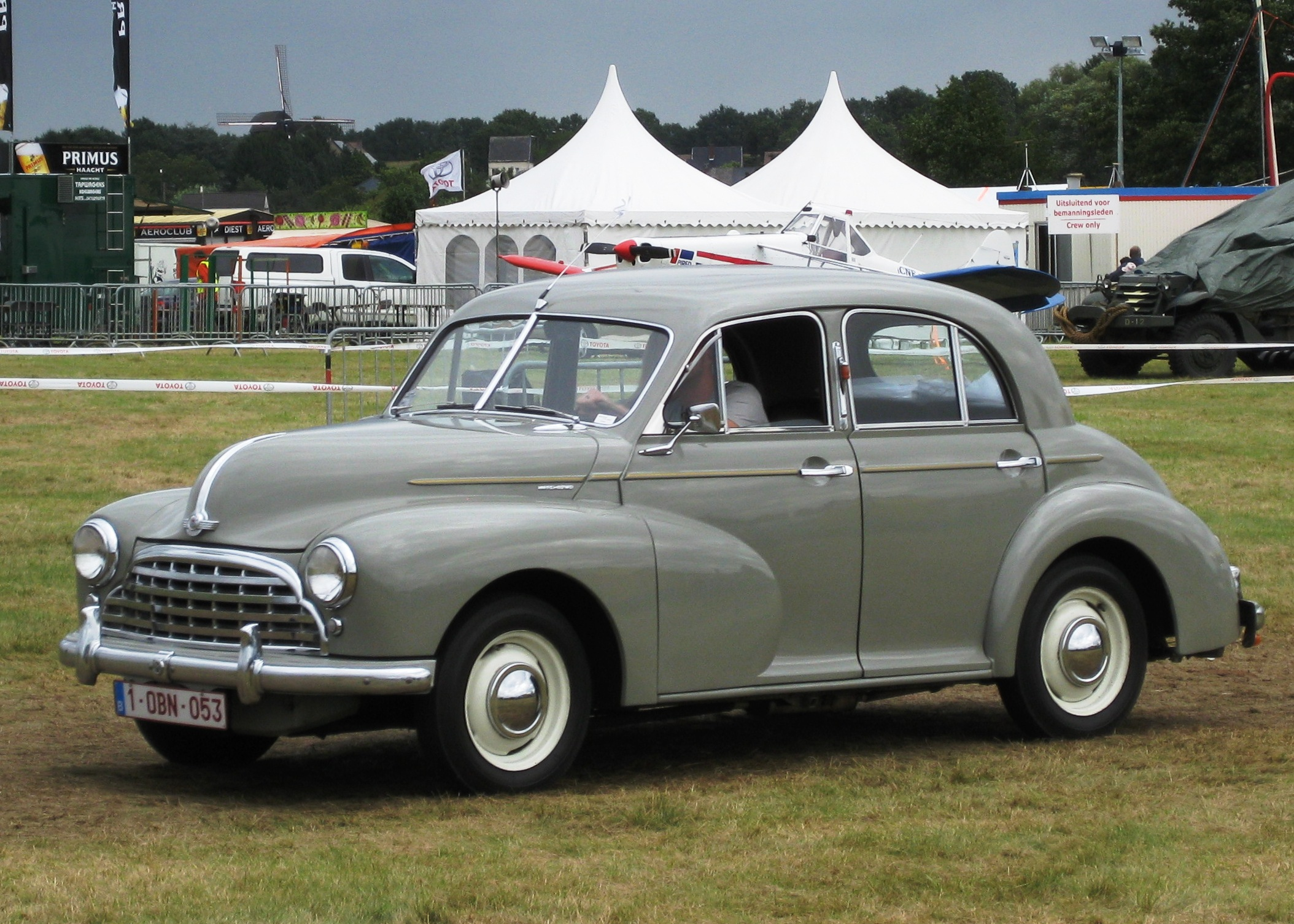
Модель 1952 р.
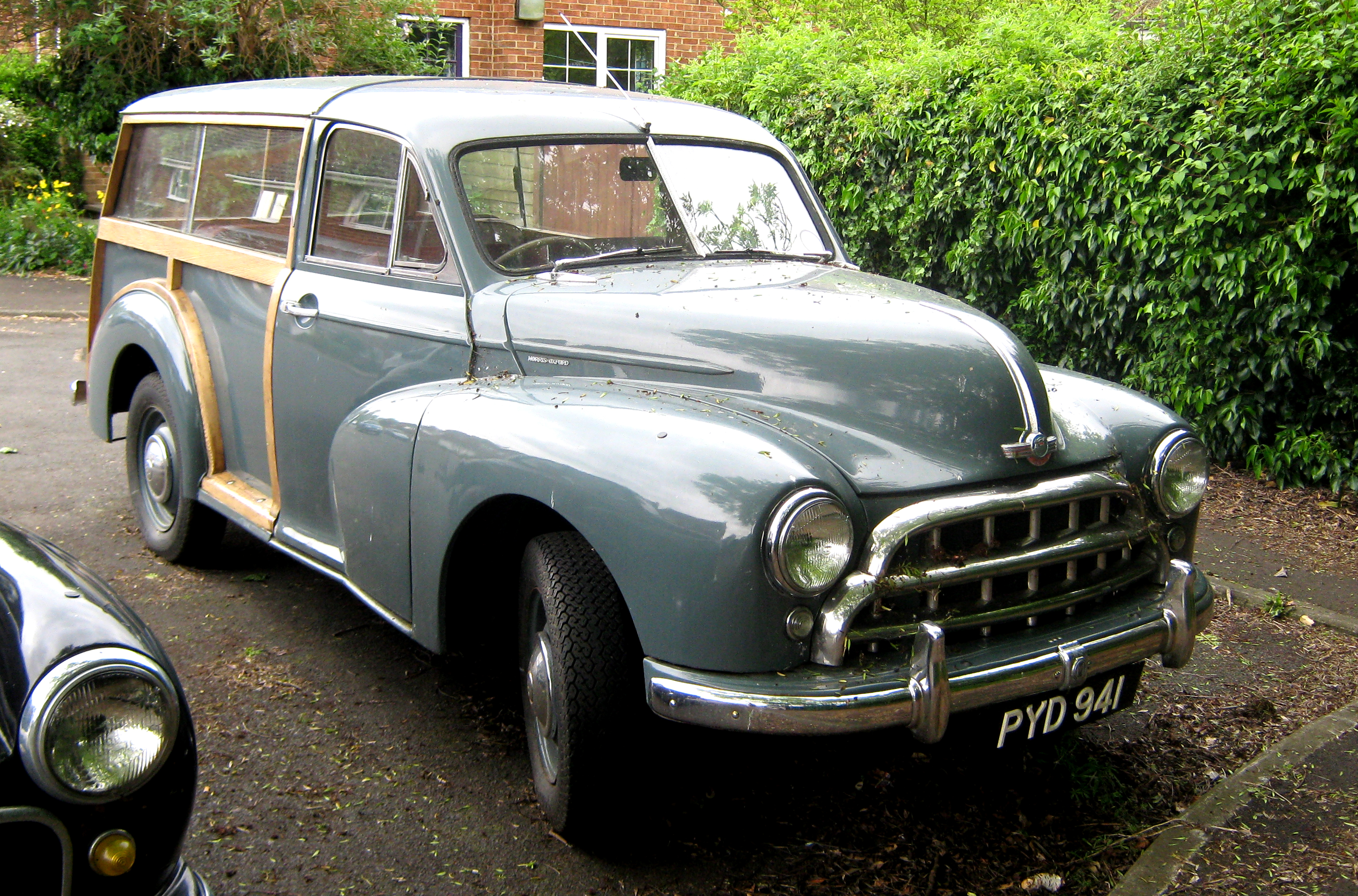
Універсал Morris Oxford Traveller 1953 р.